# 琴浦町歌 輝く未来へ
琴浦町歌「輝く未来へ」（ことうらちょうか かがやくみらいへ）は、日本の鳥取県東伯郡琴浦町が制定した町歌である。作詞・星合節子、作曲・野口勇。

## 解説
2004年（平成16年）に東伯郡東伯町と赤碕町が合併して成立した琴浦町の町歌である。東伯西部合併協議会では「町歌、町の音頭については、新町に移行後、速やかに調整する」ことが取り決められ、合併後は直ちにこの協定項目に基づき町歌の歌詞を懸賞募集した。入選作品は神奈川県からの応募で、本曲の4年後に制定された秋田県山本郡三種町の町民歌で表題が同一の「輝く未来へ」も同じ作詞者によるものである。
発表演奏は2005年（平成17年）9月の合併1周年記念式典で行われ、町の防災無線では17時の時報として町歌が流されている。

## 旧町歌
琴浦町の前身に当たる東伯町と赤碕町ではそれぞれ町歌を制定していた。
- 東伯町歌 - 1967年（昭和42年）5月制定

作詞：河西新太郎 作曲：戸田義人
- 赤碕町歌 - 1954年（昭和29年）3月27日制定

作詞：吉田哲文 作曲：江本登喜雄